# Lithacodia senex
Koyaga senex là một loài bướm đêm trong họ Noctuidae.